# تنلی آلبرایت
تنلی آلبرایت (انگلیسی: Tenley Albright؛ زادهٔ ۱۸ ژوئیهٔ ۱۹۳۵) اسکیت‌باز نمایشی اهل ایالات متحده آمریکا بود.
از افتخارات وی می‌توان به کسب مدال طلا در بازی‌های المپیک زمستانی ۱۹۵۶ اشاره کرد.